# Mesaba Airlines
Mesaba Airlines — регіональна авіакомпанія Сполучених Штатів Америки зі штаб-квартирою в місті Іган (Міннесота), США. Авіакомпанія входить до складу авіаційного холдингу Mesaba Aviation, Inc, що повністю належить магістральної авіакомпанії Delta Air Lines, і виконує регулярні пасажирські рейси під торговими марками (брендами) Delta Connection і Northwest Airlink, також є власністю Дельти.

## Історія
Авіакомпанія Mesaba (в перекладі з мови індіанського племені Оджибве означає «ширяючий орел») була заснована в 1944 році в Колерейне (Міннесота) Горді Ньюстромом (англ. Gordy Newstrom) і розпочала свою діяльність у тому ж році. Під своєю початковою назвою Mesaba Aviation і на єдиному літаку Piper J-3 Cub, придбаному за 1300 доларів США, компанія виконувала чартерні рейси з перевезення співробітників паперової фабрики «Blandin Paper Mill Company» між Гранд-Рапідс і Миннеаполисом. У 1950 році Ньюстром переносить штаб-квартиру компанії в Гранд-Рапідс.
Авіакомпанія послідовно змінювала свою власність у 1970 році (сім'я Халверстон із міста Дулут (Міннесота)) і в 1977 році (сім'я Свенсон з округу Пеннінгтон (Міннесота)). У 1982 році авіакомпанія пройшла процедуру акціонування власності і в тому ж році почала виконання регулярних рейсів на літаках Beechcraft Model 99 між населеними пунктами штатів Північна Дакота, Айова і Південна Дакота.
У 1983 році Mesaba уклала код-шерінгову угоду з авіакомпанією Republic Airlines на виконання регулярних рейсів на турбогвинтових літаках з невеликих міст Міннесоти в Міжнародний аеропорт Мінеаполіс/Сент-Пол. У 1986 році після злиття авіакомпаній Republic Airlines і Northwest Orient Airlines даний код-шерінгову угоду було перезаключено з магістральним перевізником Northwest Airlines, а пасажирські маршрути придбали статус бренду Northwest Airlink.
У 1988 році Mesaba розгорнула мережу регулярних пасажирських маршрутів із Столичного аеропорту Детройта округу Уейн. Польоти виконувалися в невеликі населені пункти Сходу і Середнього Заходу США на турбогвинтових літаках Fokker F27 і Fairchild Metro. У 1991 році флот авіакомпанії поповнився 25 літаками De Havilland Canada Dash 8, взятими в лізинг у авіакомпанії Northwest Airlines з метою поступової заміни Fokker F27. У 1995 році Mesaba і Northwest Airlines підписали аналогічну угоду на використання турбогвинтових літаків Saab 340.
В авіакомпанії Mesaba Airlines нині працює 1540 співробітників.

## Час реактивних перевезень
До 1997 року хаб авіакомпанії Northwest Airlines в Міжнародному аеропорту Мемфіс з регіональних авіакомпаній використовувався виключно Express Airlines I (нині — Pinnacle Airlines), яка здійснювала пасажирські перевезення в партнерську угоду під брендом Northwest Airlink. У 1997 році Mesaba Airlines першої з регіоналів Northwest Airlink початку експлуатацію реактивних літаків, поставивши на регулярні рейси літаки Avro RJ-85, і першою з усіх регіональних авіакомпаній ввела на рейсах сервісне обслуговування в салонах першого класу.
До 2000 року Mesaba Airlines отримала останній із замовлених літаків Avro RJ-85 і 11 нових турбогвинтових Saab 340, що зробило його найбільшим у світі оператором лайнерів Avro BAE 146/RJ (36 одиниць) і другим за величиною експлуатантом літаків Saab 340.
Після подій 11 вересня 2001 року Mesaba Airlines була змушена скоротити штат співробітників на 20 % і перейти до режиму загальної економії витрат. Восени 2003 року Northwest Airlines оголосила про плани щодо виведення з експлуатації всього парку реактивних Avro RJ-85 з причини їх паливної неефективності і великого віку літаків. Оскільки на флот Avro RJ-85 припадало більше половини всіх доходів Mesaba Airlines, керівництву компанії вдалося провести переговори з NWA, дозволили продовжити експлуатацію даних літаків на невизначений період часу. У 2005 році було оголошено про початок програми заміни Avro на регіональні реактивні літаки Canadair Regional Jets, 15 одиниць яких надійшли в авіакомпанію в період з вересня 2005 по кінець 2006 року.

## Нагороди авіакомпанії

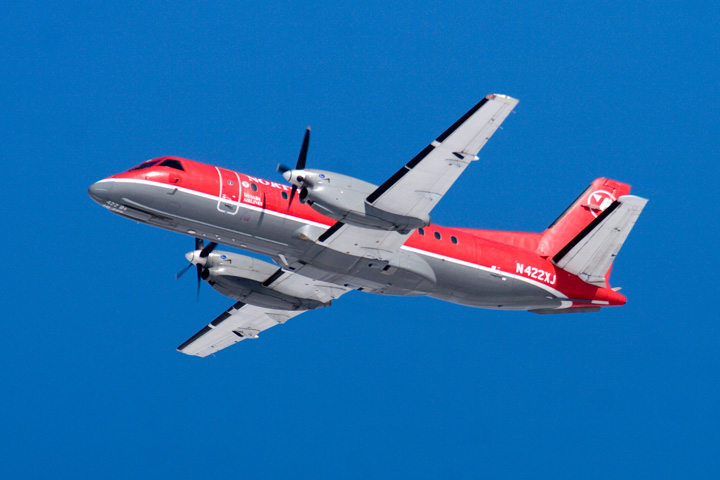
Saab 340B/Plus авіакомпанії Mesaba Airlines на зльоту з Міжнародного аеропорту Міннеаполіс/Сент-Пол, 28 лютого 2009 року

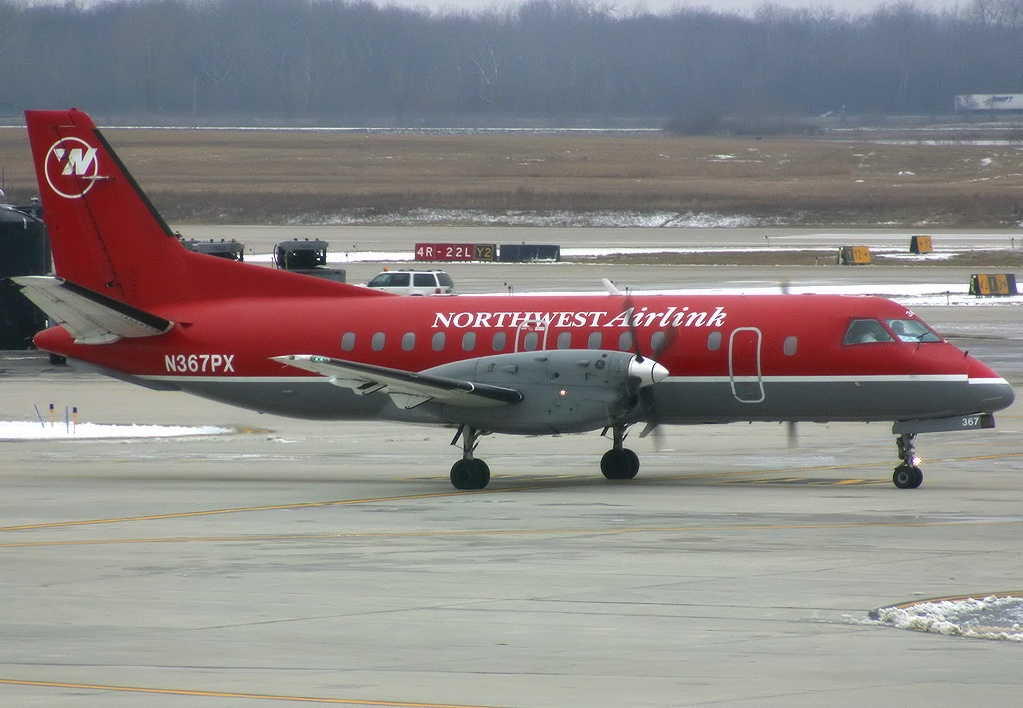
Saab 340B авіакомпанії Mesaba Airlines (під брендом Northwest Airlink) на рулюванні в аеропорту Детройта

На початку 1998 року на знак визнання успішного масового впровадження двох типів повітряних суден (реактивного Avro RJ-85 і турбогвинтового Saab 340) щомісячним журналом Air Transport World Mesaba Airlines була представлена до престижної нагороди «Регіональна авіакомпанія» за минулий 1997 рік. На честь 25-ї річниці авіакомпанії та отриманої нагороди два літаки Saab 340 були перефарбовані у спеціальну святкову ліврею.
31 серпня 2005 року Mesaba Airlines стала лауреатом премії «Operational Excellence Award» найбільшої американської страхової компанії American International Group, головним оператором на ринку авіаційного страхування Сполучених Штатів. Ця нагорода була четвертою з моменту її заснування в 1998 році і вручалася авіакомпаніям за визнання великого внеску у зміцнення авіаційної безпеки і за підвищення якості програм з профілактики та запобігання аварійних ситуацій.

## Банкрутство
14 вересня 2005 року магістральна авіакомпанія Northwest Airlines оголосила себе банкрутом, скориставшись положеннями глави 11 Кодексу США про банкрутство. У ході проведення процедури реструктуризації доходів і витрат NWA, серед іншого, затримала виплату 25 мільйонів доларів США регіоналам Mesaba Airlines і Pinnacle Airlines, а потім оголосила про плани щодо виведення з експлуатації всього флоту реактивних літаків Avro RJ-85 до першого кварталу 2007 року, десяти лайнерів Saab 340B до 24 січня 2006 року і припинення поставок вже замовлених 15 літаків Canadair Regional Jets, в результаті чого Mesaba Airlines залишилася б з власним парком із двох регіональних літаків. В умовах зростання цін на авіаційне паливо, планів NWA по скороченню повітряного флоту, різкого скорочення перевезень під брендом Northwest Airlink і відсутності грошових відшкодувань з NWA, авіакомпанія Mesaba Airlines 13 жовтня 2005 року оголосила себе банкрутом, подавши відповідну заявку на захист з положеннями глави 11 Кодексу США про банкрутство.
Станом на січень 2006 року в авіакомпанії працювало 3.707 співробітників.
У своєму інтерв'ю в січні 2006 року президент і генеральний директор Mesaba Airlines Джон Спаньєрс повідомив про майбутнє скорочення флоту авіакомпанії майже вдвічі до кінця 2006 року. 12 реактивних літаків Avro RJ-85 до того часу вже були виведені з експлуатації, що залишилися Avro RJ-85 виставлені на аукціон у четвертому кварталі 2006 року. Десять літаків Saab 340B були повернуті в січні 2006 року з операційного лізингу в авіакомпанію Pinnacle Airlines, три Saab 340A і два літаки Canadair Regional Jets склали основний флот Mesaba Airlines на період проведення процедур банкрутства компанії.
14 квітня 2006 року авіакомпанія оголосила про скорочення флоту Avro RJ-85, який працював на напрямках перевезень Northwest Airlines, експлуатація даного типу літаків припинилася 8 червня 2006 року в Міжнародному аеропорту Мемфіс, а 31 жовтня — і в Міжнародному аеропорту Міннеаполіс/Сент-Пол. Останній літак Avro RJ-85 компанії був виведений з експлуатації 4 грудня 2006 року в Детройті. Додатково повідомлялося про передачу двох 50-і місцевих літаків Canadair Regional Jets у знову створену дочірню авіакомпанію NWA Compass Airlines.
24 квітня 2007 року Mesaba Airlines була придбана магістральної авіакомпанії Northwest Airlines, ставши її повністю дочірньою філією.

## Після злиття Delta Air Lines і NWA

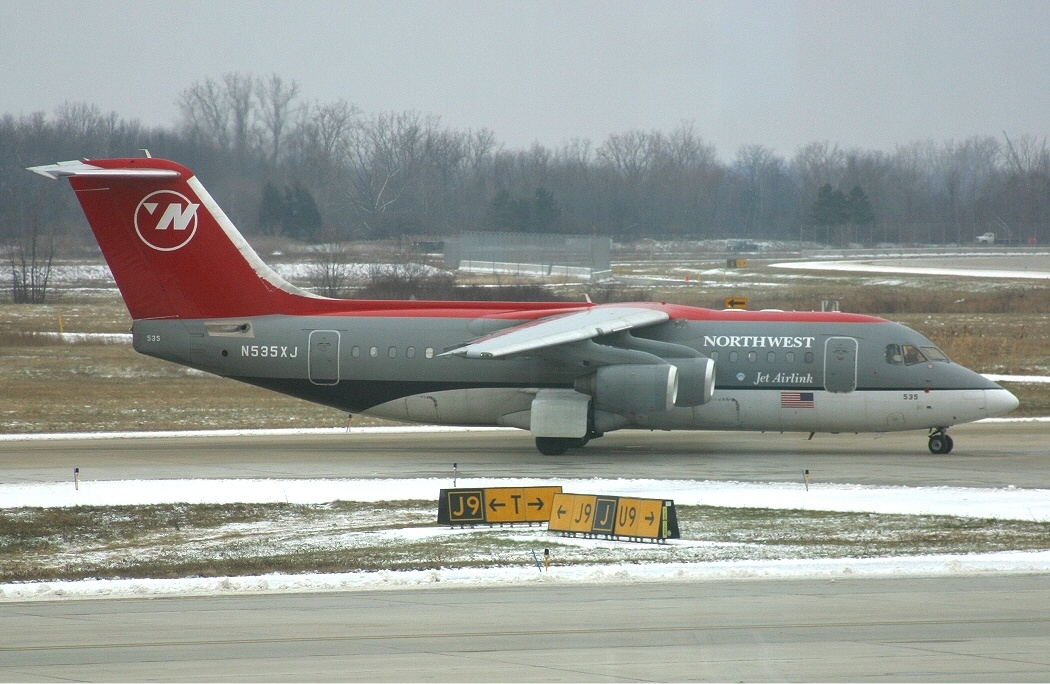
BAe Avro 146 (N535XJ) а/к Mesaba Airlines (під брендом Northwest Airlink) на рулюванні в аеропорту Детройта

Злиття авіакомпаній Northwest Airlines і Delta Air Lines спричинило об'єднання торгових марок регіональних авіаперевезень Northwest Airlink і Delta Connection, внаслідок чого в регіональних компаніях — партнерах за даними програмами перевезень будуть проведені істотні зміни маршрутних мереж.
Частина флоту Saab 340 авіакомпанії Mesaba Airlines переводиться в хаб Дельти в Міжнародному аеропорту Хартсфілд-Джексон Атланта. Delta Air Lines додатково виділила п'ять літаків CRJ-900 для виконання рейсів з іншого хаба в Міжнародному аеропорту Солт-Лейк-Сіті, регулярні рейси на CRJ-900 під брендом Delta Connection відкрилися 12 лютого 2009 року в Лас-Вегас, Сан-Франциско, Денвер, Х'юстон, Даллас/Форт-Уерт, Міннеаполіс/Сент-Пол, Фінікс та інші.
2 березня 2009 року Mesaba Airlines почала виконання регулярних рейсів з Атланти в Хілтон-Хед (Південна Кароліна) і Регіональний аеропорт Трай-Сітіз на турбогвинтових літаках Saab 340B+
1 квітня 2009 авіакомпанія відкрила безпосадочні рейси з Таллахассі в Орландо, Тампа і Форт-Лодердейл на літаках Saab 340B+.

## Флот
Аналогічно іншим регіональним авіакомпаніям, що працюють під брендом Northwest Airlink, Mesaba Airlines експлуатує літаки, що належать авіакомпанії Northwest Airlines. Станом на квітень 2009 року повітряний флот Mesaba Airlines складався з наступних типів літаків: